# Dichotomius paraguayanus
Dichotomius paraguayanus là một loài bọ cánh cứng trong họ Bọ hung (Scarabaeidae).